# Contea di Riley
La contea di Riley (in inglese Riley County) è una contea dello Stato del Kansas, negli Stati Uniti. La popolazione al censimento del 2000 era di 62 843 abitanti. Il capoluogo di contea è Manhattan